# Oldřich Zábrodský
Oldřich Zábrodský, född 28 februari 1926 i Prag, död 22 september 2015, var en tjeckoslovakisk ishockeyspelare.
Han blev olympisk silvermedaljör i ishockey vid vinterspelen 1948 i Sankt Moritz.